# Johann Adam Schweickart

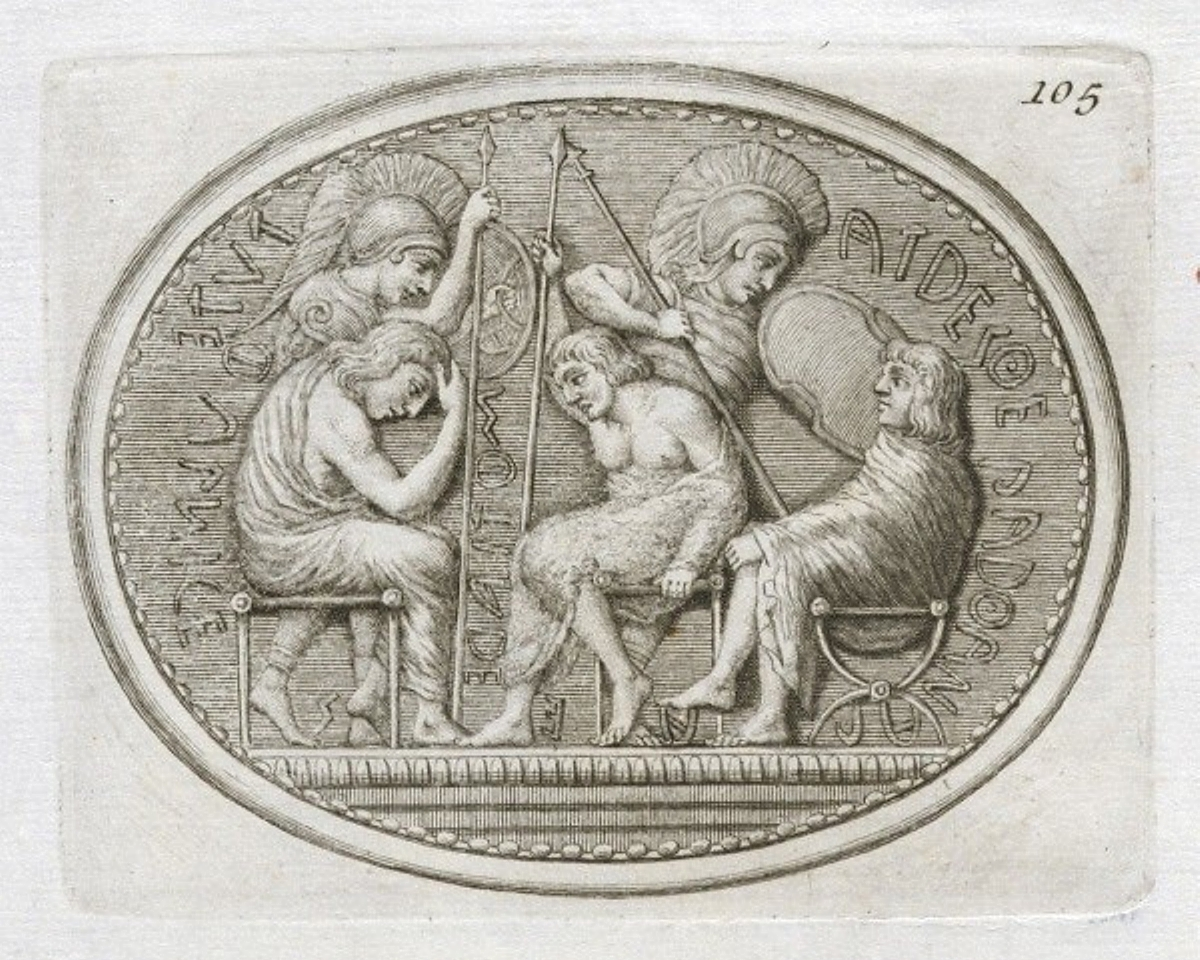
Kupferstich des Stosch’schen Steins von Johann Adam Schweickart aus dem Jahr 1756

Johann Adam Schweickart, auch Schweikard (* 19. Oktober 1722 in Nürnberg; † 14. Oktober 1787 ebenda), war ein deutscher Zeichner und Kupferstecher in Nürnberg.

## Leben

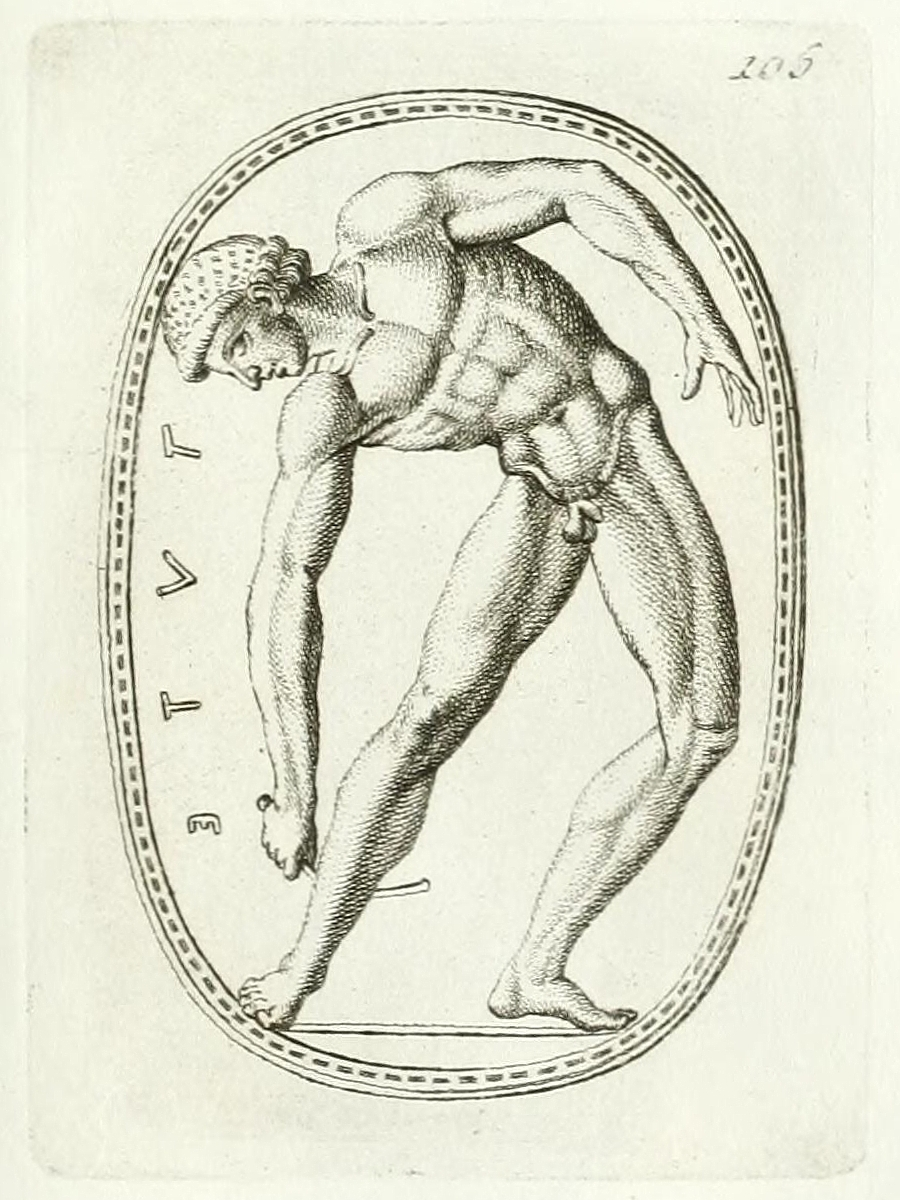
Kupferstich des etruskischen Skarabäus mit Tydeus von Johann Adam Schweickart aus dem Jahr 1767

Er war der Sohn des Buchdruckers Wolfgang Schweikart, sein Taufpate war der damals bekannte Kupferstecher Johann Adam Delsenbach. Am 1. Juni 1735 kam er zum Kupferstecher Georg Daniel Heumann (1691–1759) in die fünfjährige Lehre. Anschließend war Schweickart Schüler bei Georg Martin Preissler (1700–1754), dem späteren Direktor der Kunstakademie Nürnberg und Sohn seines Amtsvorgängers Johann Daniel Preissler. Im Jahr 1742 ging er nach Florenz, wo ihn der bekannte Kunstsammler Baron Philipp von Stosch (1691–1757) in sein Haus aufnahm und Schweickart als Nachfolger Preisslers in Stoschs Dienste trat; Preissler wurde nun Akademiedirektor in Nürnberg. Auch Karl Markus Tuscher (1705–1751), ebenfalls aus Nürnberg, arbeitete in Florenz für den Baron. Im Jahr 1756 wurde Schweickart als Mitglied der dortigen Accademia dell’Arte del Disegno aufgenommen, was für einen Ausländer eine besondere und seltene Ehre war. In Italien ließ er sich gern Signor Adamo nennen.
Stosch beauftragte Schweickart, die Gemmen seiner erst später, im Jahr 1760 von Johann Joachim Winckelmann (1717–1768) katalogisierten Sammlung zu zeichnen und danach Kupferstiche anzufertigen. Zu seinen bekanntesten Arbeiten zählt der Kupferstich des Stosch’schen Steins, eines etruskischen Skarabäus, aus dem Jahr 1756. Ein erstes Heft mit diesen Kupferstichen erschien erst im Jahr 1775 in Nürnberg. Als der Baron im Jahr 1757 starb, brachte Schweickart persönlich dessen Leichnam mit einem Boot auf dem Arno in die Hafenstadt Livorno, da in Florenz evangelische Beisetzungen nicht erlaubt waren.
1760 kehrte Schweickart mit jeweils mehrwöchigem Aufenthalt über Venedig, Triest und Wien nach Nürnberg zurück und fertigte dort fortan Kupferstiche nach Werken berühmter Meister. Auch hier wurde er Mitglied der Kunstakademie. Er war einer der ersten, die Kupferstiche in Aquatintatechnik herstellten.
Schweickart war sehr fromm und ein Hypochonder, was ihn an der Fertigstellung mancher Arbeit hinderte.
Er war unverheiratet geblieben, hatte aber die Enkeltochter seines Bruders als Waisenkind an Kindes statt aufgenommen und sie zu seiner Alleinerbin gemacht. Am 14. Oktober 1787 starb er und wurde am 19. Oktober auf dem Johannisfriedhof beigesetzt.

## Werke (Auswahl)

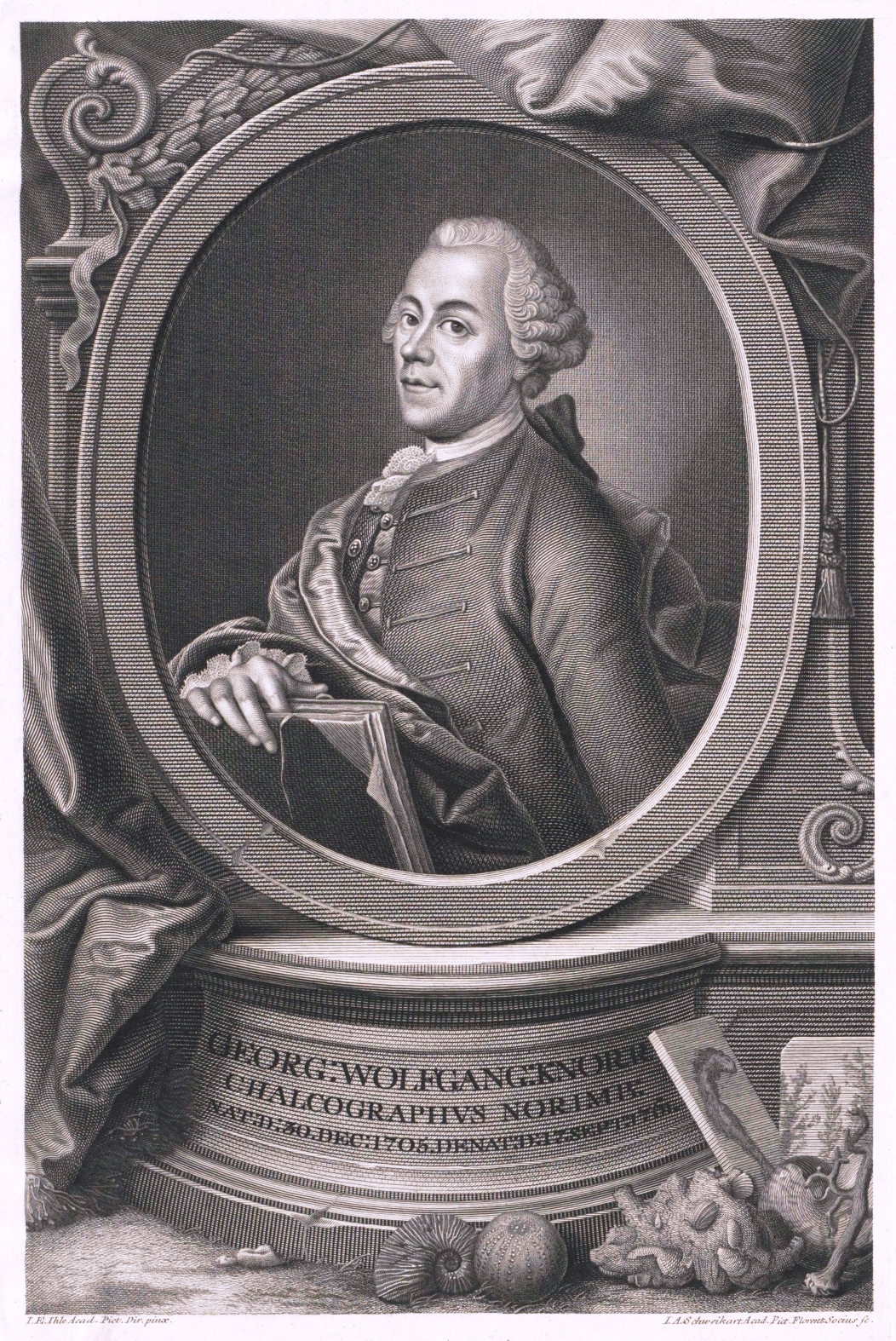
Stich von Georg Wolfgang Knorr

- Description Des Pierres Gravées Du Feu Baron de Stosch, Par Feu l’Abbé Winckelmann, Dessineés D’Après Les Empreintes Et Graveés En Taille-Douce Par Jean Adam Schweikart, Nürnberg 1775
- Principales Figures de la Mythologie, executées en taille douce d’après les pierres gravées antiques qui appartenoient autre-fois au Baron de Stosch, et qui sont aujourdhui dans le cabinet du Roi de Prusse. Premiere livraison. Nuremberg chez Jean Fr. Frauenholz 1792 – Abbildungen ägyptischer, griechischer und römischer Gottheiten mit mythologischen und artistischen Erläuterungen. Erste Lieferung. Nürnberg in der Frauenholzischen Kunsthandlung. 1792